# North Kingstown
North Kingstown és una població dels Estats Units a l'estat de Rhode Island. Segons el cens del 2000 tenia 26.326 habitants.

## Demografia
Segons el cens del 2000, North Kingstown tenia 26.326 habitants, 10.154 habitatges, i 7.310 famílies. La densitat de població era de 233,2 habitants per km².
Dels 10.154 habitatges en un 35,7% hi vivien nens de menys de 18 anys, en un 40,6% hi vivien parelles casades, en un 46,5% dones solteres, i en un 28% no eren unitats familiars. En el 22,5% dels habitatges hi vivien persones soles el 8,2% de les quals corresponia a persones de 65 anys o més que vivien soles. El nombre mitjà de persones vivint en cada habitatge era de 2,57 i el nombre mitjà de persones que vivien en cada família era de 3,03.
Per edats la població es repartia de la següent manera: un 26% tenia menys de 18 anys, un 6% entre 18 i 24, un 29,6% entre 25 i 44, un 26,6% de 45 a 60 i un 11,8% 65 anys o més.
L'edat mediana era de 39 anys. Per cada 100 dones de 18 o més anys hi havia 89,6 homes.
La renda mediana per habitatge era de 60.027 $ i la renda mediana per família de 69.559 $. Els homes tenien una renda mediana de 20.668 $ mentre que les dones 18.399 $. La renda per capita de la població era de 28.139 $. Aproximadament el 18,8% de les famílies i el 16,1% de la població estaven per davall del llindar de pobresa.